# (17253) Vonsecker
(17253) Vonsecker (2000 GW136) – planetoida z grupy pasa głównego asteroid okrążająca Słońce w ciągu 3,6 lat w średniej odległości 2,35 j.a. Odkryta 12 kwietnia 2000 roku.